# الدوري الألماني الشرقي 1967–68
الدوري الألماني الشرقي 1967–68 هو الموسم 21 من الدوري الألماني الشرقي. أقيم خلال الفترة 12 أغسطس 1967 وحتى 1 يونيو 1968، وأشرف على تنظيمه الاتحاد الأوروبي لكرة القدم، وكان عدد الأندية المشاركة فيه 14، وفاز فيه كارل زايس يينا.